# Bredmovågen
Bredmovågen är en sjö i Strömsunds kommun i Jämtland och ingår i Ångermanälvens huvudavrinningsområde. Sjön har en area på 0,144 kvadratkilometer och ligger 285,1 meter över havet.

## Delavrinningsområde
Bredmovågen ingår i det delavrinningsområde (707555-149121) som SMHI kallar för Inloppet i Lövöns Dämningsområde. Medelhöjden är 300 meter över havet och ytan är 6,56 kvadratkilometer. Det finns inga avrinningsområden uppströms utan avrinningsområdet är högsta punkten. Vattendraget som avvattnar avrinningsområdet har biflödesordning 3, vilket innebär att vattnet flödar genom totalt 3 vattendrag innan det når havet efter 179 kilometer. Avrinningsområdet består mestadels av skog (78 procent). Avrinningsområdet har 0,4 kvadratkilometer vattenytor vilket ger det en sjöprocent på 6,2 procent.